# مقبضية الذيل الجومبرشتية
مقبضية الذيل الجومبرشتية (الاسم العلمي: Trimeresurus gumprechti) هي نوعٌ من أفاعي الحفر السامة ضمن فصيلة الأفعويات. متوطنةٌ في آسيا. قد يصل طول الأفراد البالغة منها إلى حوالي 1.3 متر (4.3 قدم) متضمنةً الذيل. تتكاثر بالولادة.

## النطاق الجغرافي
تتواجد مقبضية الذيل الجومبرشتية في الصين، لاوس، ميانمار، تايلاند، فيتنام.

## التسمية
سُميت بالجومبرشتية (gumprechti) نسبةً إلى عالم الزواحف الألماني أندرياس جومبرشت.